# Кјуза Феранда (Парма)
Кјуза Феранда је насеље у Италији у округу Парма, региону Емилија-Ромања.
Према процени из 2011. у насељу је живело 100 становника. Насеље се налази на надморској висини од 51 м.